# Epidesma metapolia
Epidesma metapolia là một loài bướm đêm thuộc phân họ Arctiinae, họ Erebidae.